# Romică Rașovan
Romică Rașovan (Reșița, 22 de diciembre de 1967) es un deportista rumano que compitió en lucha libre. Ganó tres medallas en el Campeonato Europeo de Lucha entre los años 1988 y 1992.
Participó en los Juegos Olímpicos de Barcelona 1992, ocupando el cuarto lugar en la categoría de 48 kg.

## Palmarés internacional
| Campeonato Europeo | Campeonato Europeo       | Campeonato Europeo | Campeonato Europeo |
| Año                | Lugar                    | Medalla            | Categoría          |
| ------------------ | ------------------------ | ------------------ | ------------------ |
| 1988               | Mánchester (Reino Unido) | Medalla de plata   | 48 kg              |
| 1990               | Poznań (Polonia)         | Medalla de oro     | 48 kg              |
| 1992               | Kaposvár (Hungría)       | Medalla de oro     | 48 kg              |